# 維索卡皮奇
50°11′34″N 28°15′55″E / 50.19278°N 28.26528°E

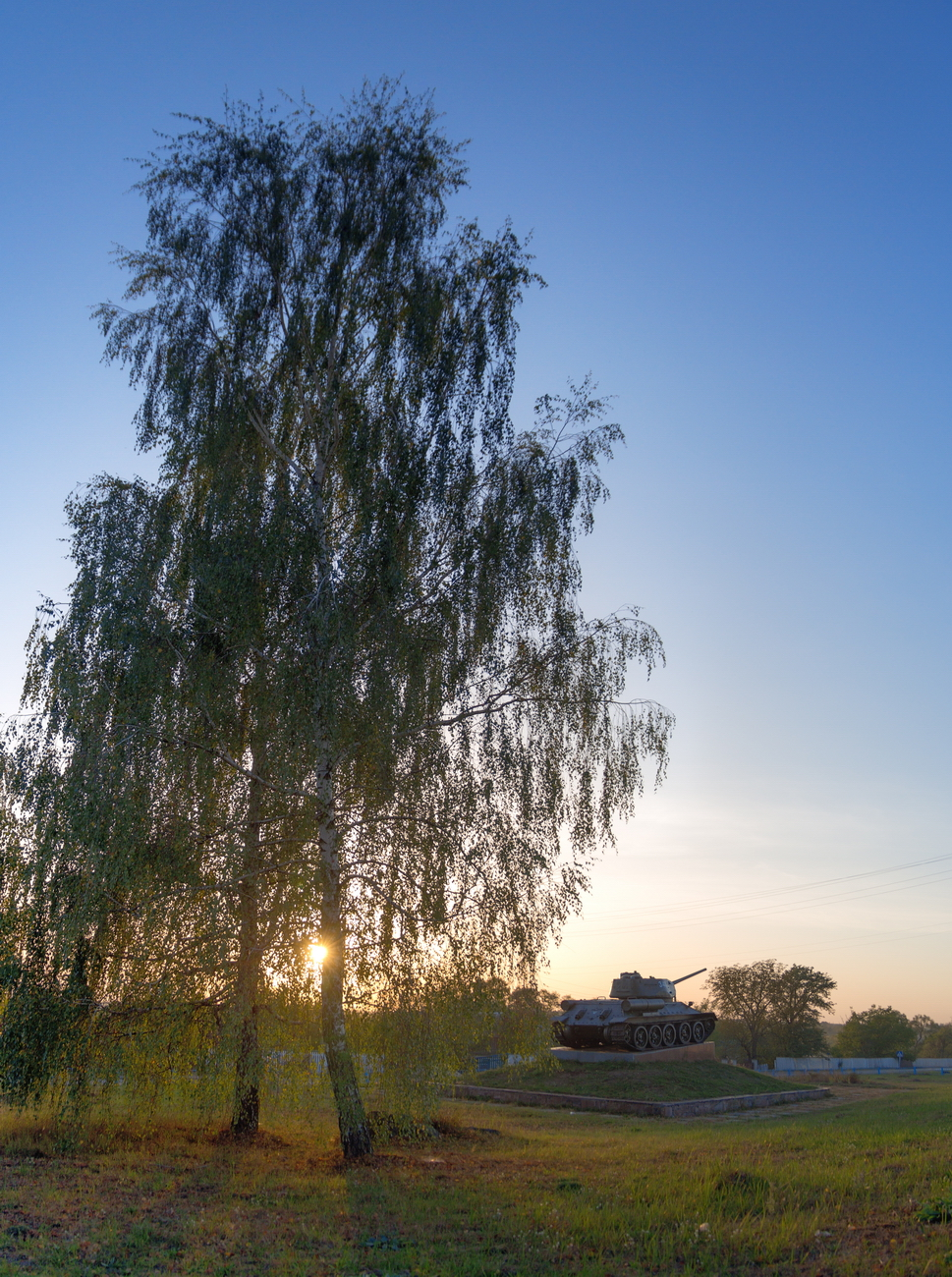
裝甲兵紀念碑

維索卡皮奇（烏克蘭語：Висока Піч）是烏克蘭北部日托米爾州日托米爾區捷捷里夫卡市鎮的村落，面積0.21平方公里，海拔高度207米，2001年人口2,159人，人口密度每平方公里10,330.14人。

## 地理
捷捷列夫河流經維索卡皮奇，上游約20公里為丘德尼夫，下游約22公里為捷捷里夫卡，下游約29公里為日托米爾。